# ARHGAP11B
ARHGAP11B هو جين خاص بالبشر يضخم الخلايا السلفيِّّة، ويتحكم في تكاثر السلف العصبي ، ويساهم في طي القشرة المخية الحديثة. وهو قادر على التسبب في طي القشرة المخية الحديثة في الفئران. يعكس هذا على الأرجح دور ARHGAP11B في تطور وتوسع القشرة المخية الحديثة البشرية، وهو استنتاج يتوافق مع الاكتشاف الذي مفاده أن تكرار الجينات الذي أدى إلى إنشاء ARHGAP11B أحدث على سلالة الإنسان بعد الاختلاف عن سلالة الشمبانزي ولكن قبل الاختلاف عن البشر البدائيون.